# Trosa (stad)
Trosa is de hoofdstad van de gemeente Trosa in het landschap Södermanland en de provincie Södermanlands län in Zweden. De plaats heeft 4633 inwoners (2005) en een oppervlakte van 337 hectare.

## Verkeer en vervoer
Bij de plaats loopt de Länsväg 218.
De stad heeft een haven.